# Hampala salweenensis
Hampala salweenensis är en fiskart som beskrevs av Tôhei Doi och Taki, 1994. Hampala salweenensis ingår i släktet Hampala och familjen karpfiskar. IUCN kategoriserar arten globalt som otillräckligt studerad. Inga underarter finns listade i Catalogue of Life.